# 사쿠라다촌
사쿠라다촌(桜田村)은 사이타마현의 동부 기타카쓰시카군에 존재했던 촌이다. 1955년 1월 1일에 미나미사이타마군 와시노미야정, 기타카스시카군 와시미야정과 합병해 삿테정이 되어 소멸하였다.

## 역사
- 1889년 4월 1일, 정촌제 시행에 의해 기타카스시카군 하치와노사키촌(八輪野崎村)이 성립하였다. 같은 해 사쿠라다촌(桜田村)으로 개명했다.
- 1955년 1월 1일, 사쿠라다촌의 일부가 미나미사이타마군 와시노미야정(鷲宮町)과 신설합병해 기타카스시카군 와시미야정(鷲宮町)이 되었다 사쿠라다촌의 나머지 지역은 기타카스시카군 삿테정에 편입되었다.

## 관련링크
- 구키시 관공서
- 삿테시 관공서